# Coryphaeschna huaorania
Coryphaeschna huaorania är en trollsländeart som beskrevs av Tennessen 2001. Coryphaeschna huaorania ingår i släktet Coryphaeschna och familjen mosaiktrollsländor. Inga underarter finns listade i Catalogue of Life.